# Fibrócito
O fibrócito é um fibroblasto que tem menor atividade sintetizante de proteínas, mas que não parou de produzí-las totalmente. Eventualmente, se houver um estímulo adequado, como, por exemplo, nos processos de cicatrização, em que a síntese de colágeno é intensa, o fibrócito volta a transformar-se em fibroblasto.